# Amador Daguio
Amador Daguio (Laoag, 8 januari 1912 - 26 april 1966) was een van de eerste Filipijns schrijvers in het Engels. Hij schreef korte verhalen, gedichten en toneelstukken.

## Biografie
Amador Daguio werd geboren op 8 januari 1912 in de stad Laoag in Ilocos Norte als zoon van Sixto Daguio en Magdalena Taguinod. Zijn vader was soldaat in de Philippine Constabulary. Vanwege het werk van zijn vader verhuisde het gezin naar Kalinga waar ze woonden tot Daguio de leeftijd van 12 jaar had bereikt. Op dat moment verhuisden ze naar de provincie Rizal. Daar voltooide Daguio de middelbare school, waarna hij ging studeren aan de University of the Philippines. In 1932 voltooide hij deze bachelor-opleiding. Na zijn opleiding werkte hij enige tijd als leraar aan Lubuangan Elementary School in Kalinga. Later was hij leraar aan de Tacloban High School. Nadien werkte hij voor het Bureau of Public Schools in de Filipijnse hoofdstad Manilla.
Na de oorlog bracht Daguio twee verzamelwerken met gedichten uit: Flaming Lyre en Bataan Harvest. Ook werden gedichten van de hand van Daguio opgenomen in diverse andere dichtbundels. Na zijn overlijden verscheen een derde dichtbundel onder de naam Poet in Equinox. 
Daguio overleed in 1966 op 54-jarige leeftijd. Hij was getrouwd met Estela Fermin en kreeg met haar vier kinderen.